# Podkole (województwo mazowieckie)
Podkole – kolonia w Polsce położona w województwie mazowieckim, w powiecie węgrowskim, w gminie Sadowne.
W latach 1975–1998 miejscowość należała administracyjnie do województwa siedleckiego.